# Landtagswahl in Nordrhein-Westfalen 1950
Die zweite Landtagswahl in Nordrhein-Westfalen fand am 18. Juni 1950 statt.
- KPD: 12
- SPD: 68
- CDU: 93
- DZP: 16
- FDP: 26

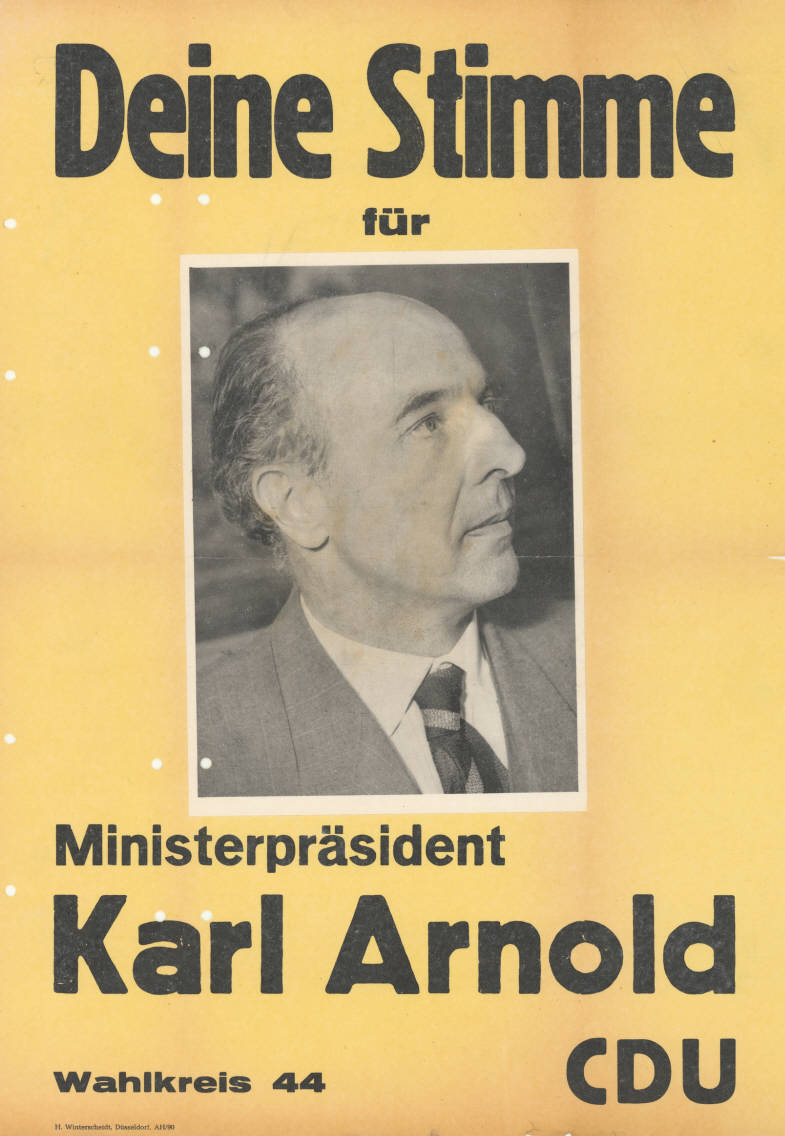
Plakat der CDU zur Landtagswahl

Neben der Landtagswahl fand auch eine Volksabstimmung über einen Verfassungsentwurf statt. Dieser Entwurf der CDU und des Zentrums war mit einer Mehrheit von 110 Stimmen in dritter Lesung am 5. und 6. Juni 1950 im Landtag angenommen worden.

Um die Beratungen zur Landesverfassung abschließen zu können, wurde die 1947 auf drei Jahre festgelegte Legislaturperiode um ein Vierteljahr verlängert. Dieser Vorgang ist bis heute (Stand 2022) in der Geschichte des Landes einmalig.

## Vorgeschichte
Karl Arnold versuchte nach den ersten freien Wahlen 1947 eine Allparteienregierung zu bilden, was aber an der FDP scheiterte, die sich an der Regierung nicht beteiligte. So bildete er eine Regierung aus CDU, SPD, Zentrum und KPD. Arnold entließ die beiden Minister der KPD Heinz Renner und Hugo Paul am 5. April 1948, nachdem sie sich geweigert hatten, sich von der Politik ihrer Fraktion zu distanzieren.

## Nach der Wahl
Arnold wurde am 27. Juli 1950 wieder zum Ministerpräsidenten gewählt. Da bis dahin keine Koalitionsvereinbarung zu Stande gekommen war, berief Arnold am 1. August zunächst ein nur aus CDU-Mitgliedern bestehendes Kabinett. Am 15. September wurde, nachdem CDU und Zentrum eine Koalition vereinbart hatten, das Kabinett um zwei Zentrums- und drei CDU-Minister erweitert. Die CDU/Zentrum-Koalition hatte durch die Überhangmandate der CDU eine Mehrheit von drei Stimmen.
Der Wahlkampf stand ganz im Zeichen der Landesverfassung. Insbesondere war die Verankerung der Konfessionsschule in der Verfassung umstritten. CDU und Zentrum warben für die Annahme der Verfassung, SPD, KPD und FDP dagegen. Die CDU verzichtete in zwölf Wahlkreisen auf einen Direktkandidaten. Hiervon konnte in fünf Wahlkreisen die FDP profitieren, die diese gewann. Das Zentrum konnte keinen Wahlkreis gewinnen.

## Ergebnis der Volksabstimmung
| Verfassungsentwurf | Stimmen absolut |
| ------------------ | --------------- |
| JA                 | 3.627.054       |
| NEIN               | 2.240.674       |
| ungültig           | 496.555         |

Am 8. Juli 1950 stimmte auch die britische Militärregierung der Verfassung zu. So konnte diese am 11. Juli 1950 in Kraft treten.

## Ergebnis der Landtagswahl
Wahl vom 18. Juni 1950
Wahlberechtigte: 8.892.305
Wähler: 6.433.003
Wahlbeteiligung: 72,34 %
Gültige Stimmen: 6.201.117
| Partei         | Stimmen absolut | Anteil in % | Wahl- kreisbe- werber | Direkt- man- date | Sitze |
| -------------- | --------------- | ----------- | --------------------- | ----------------- | ----- |
| CDU            | 2.286.644       | 36,87       | 138                   | 93                | 93    |
| SPD            | 2.005.312       | 32,34       | 150                   | 52                | 68    |
| FDP            | 748.926         | 12,08       | 132                   | 5                 | 26    |
| Zentrum        | 466.497         | 7,52        | 149                   |                   | 16    |
| KPD            | 338.862         | 5,46        | 150                   |                   | 12    |
| RSF            | 122.878         | 1,98        | 87                    |                   |       |
| DRP            | 107.104         | 1,73        | 87                    |                   |       |
| DP             | 106.351         | 1,72        | 131                   |                   |       |
| SRP            | 11.359          | 0,18        | 3                     |                   |       |
| CSAB           | 107             | 0,00        | 1                     |                   |       |
| Einzelbewerber | 7.077           | 0,11        | 5                     |                   |       |
| Total          | 6.201.117       |             | 1033                  | 150               | 215   |

Die CDU erhielt 15 Überhangmandate, die Zahl der Mandate insgesamt erhöhte sich dadurch von 200 auf 215.
Sitzverteilung am Ende der Wahlperiode: CDU 94, SPD 67, FDP 26, Zentrum 16, KPD 12